# Balabanus quadrispinosus
Balabanus quadrispinosus is een hooiwagen uit de familie Epedanidae. De wetenschappelijke naam van Balabanus quadrispinosus gaat terug op Suzuki.